# Medizinische Untersuchung
Medizinische Untersuchung ist die Summe der diagnostischen Tätigkeiten und Verfahren, die vom Arzt im Rahmen der Patientenversorgung durchgeführt und veranlasst  werden. Im engeren Sinne ist dies die sog. körperliche Untersuchung des Patienten ohne Hilfsmittel bzw. mit nur wenigen einfachen Instrumenten wie Stethoskop, Reflexhammer oder Pupillenleuchte.
Im weiteren Sinne werden auch apparative und laborchemische Verfahren zur medizinischen Untersuchung gerechnet, die dann auch synonym mit Diagnostik (vgl. Diagnose) bezeichnet wird.
Je nach Umstand kann die Untersuchung rein symptombezogen sein, wenn die weiteren Beschwerden zum gegebenen Zeitpunkt nicht relevant sind, oder aber eine Ganzkörperuntersuchung sein, z. B. bei unbekannten Patienten.
Je nach Fachrichtung des untersuchenden Arztes wird er sich bei der körperlichen Untersuchung auf bestimmte Organsysteme konzentrieren, wobei eine allgemeine körperliche Untersuchung von jedem Arzt erwartet wird. Zwar ist historisch der Stellenwert der rein körperlichen Untersuchung sehr groß, aber die Medizintechnik erlaubt für viele Befunde genauere Ergebnisse. Beispielsweise ist es zwar sehr wichtig, ein Herzgeräusch zu erkennen, aber die genaue Ursache des Geräuschs wird dann zum Beispiel mit einem Ultraschall festgestellt.

## Körperliche (klinische) Untersuchung
Körperliche Untersuchung (auch klinische Untersuchung) ist ein in der Medizin häufig verwendeter Begriff für die Untersuchung eines Patienten mit den eigenen Sinnen und einfachen Hilfsmitteln. Die orientierende oder grobe Untersuchung des gesamten Körpers beziehungsweise dessen Organsysteme wird auch als Ganzkörperuntersuchung bezeichnet.

## Apparative Untersuchungen
Die körperliche Untersuchung kann durch gerätegestützte Verfahren erweitert werden. Hierzu zählen Verfahren wie
- die Labordiagnostik,
- Röntgenuntersuchung,
- Sonografie,
- Szintigrafie,
- Endoskopie,
- Computertomografie,
- Magnetresonanztomographie (Kernspintomografie),
- Elektrokardiogramm (EKG),
- Rektoskopie,
- Pathologie (Biopsie und Punktion).

Die meisten apparativen Untersuchungen sollten nicht routinemäßig, sondern im Einzelfall begründet angeordnet werden. In der Praxis wird oft ein Kompromiss notwendig sein. Elektrokardiographie und einige Laboruntersuchungen sind preisgünstig, schnell und wenig belastend, so dass sie für bestimmte Patienten auch routinemäßig erfolgen.
Weitere Untersuchungen müssen im Einzelfall diskutiert werden. Je teurer und belastender sie sind, desto höher sollten die Hürden für ihren Einsatz sein. Sie können der Bildgebung dienen, die Funktion einzelner Organsysteme prüfen (z. B. Lungenfunktionsprüfung) oder beides zugleich leisten (z. B. Schilddrüsen-Szintigrafie). In Fällen der Unsicherheit ist oft eine Probeentnahme (Biopsie) aus einem erkrankten Organ zur feingeweblichen Untersuchung nötig.

## Auswahl der geeigneten Verfahren
Oftmals konkurrieren mehrere Untersuchungsverfahren miteinander, etwa die Computertomographie und die Sonographie des Bauchraumes in der Diagnostik von Gallensteinen. In diesen Fällen sollte nach den Faktoren „Belastung für den Patienten“, „Aussagekraft“ und „Kosten“ ausgewählt werden. Die Gewichtung dieser Faktoren ist Gegenstand medizinischer und gesellschaftlicher Debatten im Gesundheitswesen der Industriestaaten.

## Weiterführende Literatur
- Manfred Stürzbecher: Zur Entwicklung der Diagnoseverfahren im schulärztlichen Dienst Berlins unter besonderer Berücksichtigung der „Funktionsdiagnostischen Tabellen“. In: Christa Habrich, Frank Marguth, Jörn Henning Wolf (Hrsg.) unter Mitarbeit von Renate Wittern: Medizinische Diagnostik in Geschichte und Gegenwart. Festschrift für Heinz Goerke zum sechzigsten Geburtstag. München 1978 (= Neue Münchner Beiträge zur Geschichte der Medizin und Naturwissenschaften: Medizinhistorische Reihe. Band 7/8), ISBN 3-87239-046-5, S. 615–628.